# ادیسون پارک (شیکاگو)
ادیسون پارک، شیکاگو (به انگلیسی: Edison Park) یک منطقهٔ مسکونی در ایالات متحده آمریکا است که در شهرستان کوک (ایلینوی) واقع شده است. ادیسون پارک ۳٫۰۳ کیلومتر مربع مساحت و ۱۱٬۱۸۷ نفر جمعیت دارد.